# Suffolk County Council

Le blason du Suffolk County Council.

Le Suffolk County Council (« conseil du comté du Suffolk » en anglais) est l'autorité administrative chargée du comté non métropolitain du Suffolk, dans l'Est de l'Angleterre. Ses membres sont élus pour quatre ans.

## Histoire

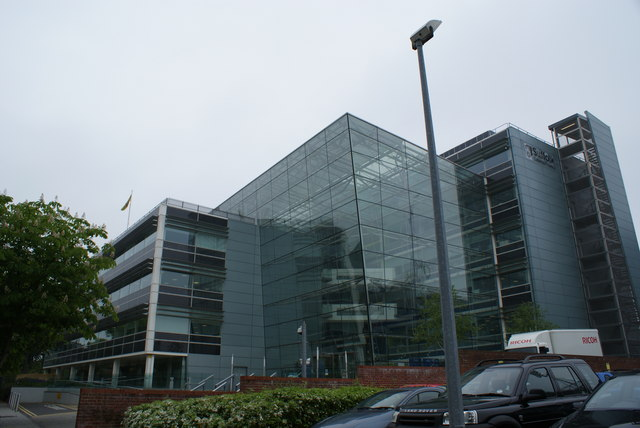
Endeavour House, le siège du Suffolk County Council.

Le Suffolk County Council est fondé en 1974. Il est issu de la fusion du East Suffolk County Council (en) et du West Suffolk County Council (en), deux conseils fondés en 1889 qui s'occupaient respectivement de la moitié orientale et occidentale du comté.
À sa création, le conseil se réunit dans les anciens locaux du East Suffolk County Council, le East Suffolk County Hall (en), à Ipswich. Il déménage en 2004 dans un bâtiment plus moderne, Endeavour House (en), également situé à Ipswich.

## Composition

Composition à la suite des élections de 2021.

Lors des élections locales britanniques de 2021, les 75 conseillers élus au scrutin uninominal majoritaire à un tour dans les 63 circonscription du comté (12 circonscriptions élisent 2 conseillers, les autres un seul) se répartissent de la manière suivante :
- 55 pour le Parti conservateur ;
- 9 pour le Parti vert ;
- 5 pour le Parti travailliste ;
- 4 pour les Libéraux-démocrates ;
- 2 indépendants[2].